# Bellencombre
Bellencombre est une commune française située dans le département de la Seine-Maritime en région Normandie.

## Géographie

### Localisation
Bellencombre est un bourg périurbain normand du Pays de Bray, situé au pied de la forêt d'Eawy dans la haute vallée de la Varenne, à mi-chemin entre Rouen et Dieppe, desservi par la route départementale 154 qui relie Saint-Saëns à Torcy-le-Grand et Dieppe, et aisément accessible des autoroutes A28 et A29.

### Hydrographie
La commune est située dans le bassin Seine-Normandie. Elle est drainée par la Varenne, le cours d'eau 01 de la Quainedes bras de la Varenne et un autre petit cours d'eau,.
La Varenne, d'une longueur de 39 km, prend sa source dans la commune de Saint-Martin-Osmonville et se jette  dans l'Arques à Arques-la-Bataille, après avoir traversé 13 communes. 
Un plan d'eau complète le réseau hydrographique : Saint-Paterne (0,04 ha),.
Une source naturelle se trouve cent mètres après la sortie du village, route de Dieppe.

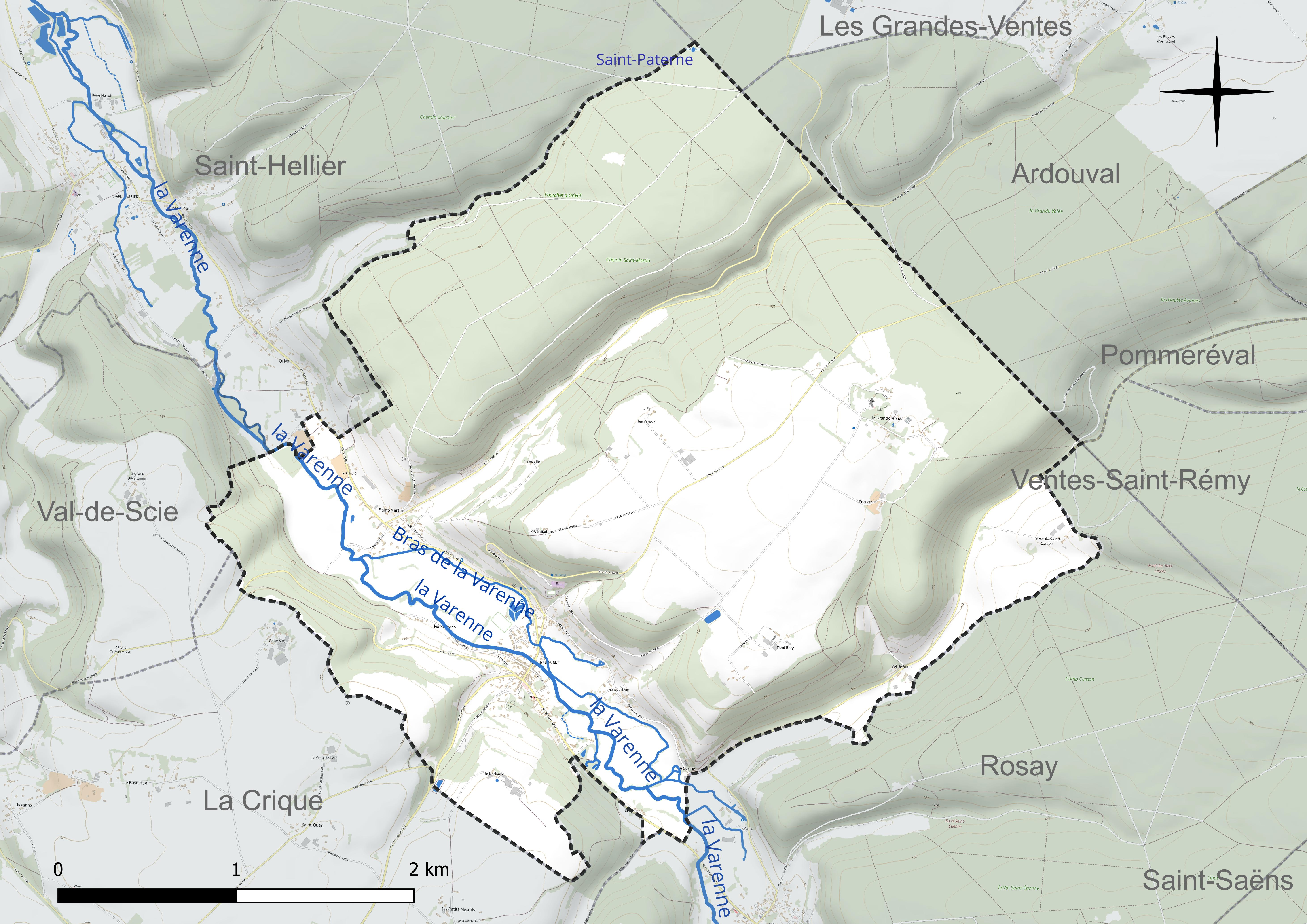
Réseau hydrographique de Bellencombre.

### Climat
Pour des articles plus généraux, voir Climat de la Normandie et Climat de la Seine-Maritime.
En 2010, le climat de la commune est de type climat océanique altéré, selon une étude du CNRS s'appuyant sur une série de données couvrant la période 1971-2000. En 2020, Météo-France publie une typologie des climats de la France métropolitaine dans laquelle la commune est exposée à un climat océanique et est dans la région climatique Côtes de la Manche orientale, caractérisée par un faible ensoleillement (1 550 h/an) ; forte humidité de l’air (plus de 20 h/jour avec humidité relative > 80 % en hiver), vents forts fréquents. Parallèlement le GIEC normand, un groupe régional d’experts sur le climat, différencie quant à lui, dans une étude de 2020, trois grands types de climats pour la région Normandie, nuancés à une échelle plus fine par les facteurs géographiques locaux. La commune est, selon ce zonage, exposée à un « climat maritime », correspondant au Pays de Caux, frais, humide et pluvieux, légèrement plus frais que dans le Cotentin.
Pour la période 1971-2000, la température annuelle moyenne est de 10,6 °C, avec une amplitude thermique annuelle de 14,3 °C. Le cumul annuel moyen de précipitations est de 933 mm, avec 13,4 jours de précipitations en janvier et 8,4 jours en juillet. Pour la période 1991-2020, la température moyenne annuelle observée sur la station météorologique la plus proche, située sur la commune de Bouelles à 19 km à vol d'oiseau, est de 10,7 °C et le cumul annuel moyen de précipitations est de 838,4 mm,. Pour l'avenir, les paramètres climatiques de la commune estimés pour 2050 selon différents scénarios d’émission de gaz à effet de serre sont consultables sur un site dédié publié par Météo-France en novembre 2022.

## Urbanisme

### Typologie
Au 1er janvier 2024, Bellencombre est catégorisée commune rurale à habitat dispersé, selon la nouvelle grille communale de densité à sept niveaux définie par l'Insee en 2022.
Elle est située hors unité urbaine. Par ailleurs la commune fait partie de l'aire d'attraction de Rouen, dont elle est une commune de la couronne,. Cette aire, qui regroupe 317 communes, est catégorisée dans les aires de 200 000 à moins de 700 000 habitants,.

### Occupation des sols
L'occupation des sols de la commune, telle qu'elle ressort de la base de données européenne d’occupation biophysique des sols Corine Land Cover (CLC), est marquée par l'importance des forêts et milieux semi-naturels (51,4 % en 2018), une proportion identique à celle de 1990 (51,4 %). La répartition détaillée en 2018 est la suivante :
forêts (51,4 %), prairies (26,1 %), terres arables (20,1 %), zones urbanisées (2,3 %), zones agricoles hétérogènes (0,1 %). L'évolution de l’occupation des sols de la commune et de ses infrastructures peut être observée sur les différentes représentations cartographiques du territoire : la carte de Cassini (XVIIIe siècle), la carte d'état-major (1820-1866) et les cartes ou photos aériennes de l'IGN pour la période actuelle (1950 à aujourd'hui).

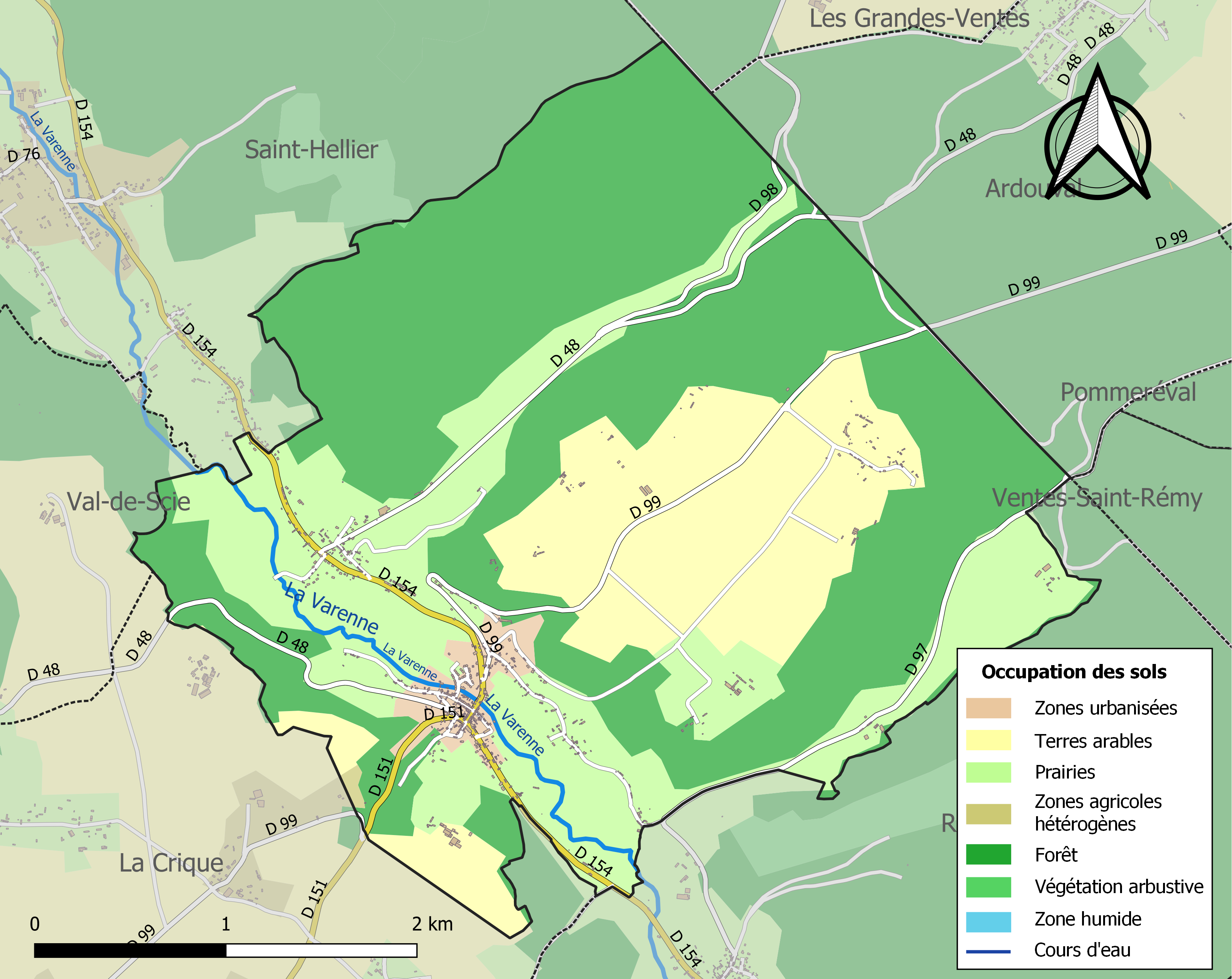
Carte des infrastructures et de l'occupation des sols de la commune en 2018 (CLC).

### Habitat et logement
En 2019, le nombre total de logements dans la commune était de 334, alors qu'il était de 317 en 2014 et de 309 en 2009.
Parmi ces logements, 84,4 % étaient des résidences principales, 5,5 % des résidences secondaires et 10,1 % des logements vacants. Ces logements étaient pour 89,5 % d'entre eux des maisons individuelles et pour 10,5 % des appartements.
Le tableau ci-dessous présente la typologie des logements à Bellencombre en 2019 en comparaison avec celle de la Seine-Maritime et de la France entière. Une caractéristique marquante du parc de logements est ainsi une proportion de résidences secondaires et logements occasionnels (5,5 %) supérieure à celle du département (4 %) et à celle de la France entière (9,7 %). Concernant le statut d'occupation de ces logements, 68,4 % des habitants de la commune sont propriétaires de leur logement (68,4 % en 2014), contre 53 % pour la Seine-Maritime et 57,5 pour la France entière.
| Typologie                                               | Bellencombre | Seine-Maritime | France entière |
| ------------------------------------------------------- | ------------ | -------------- | -------------- |
| Résidences principales (en %)                           | 84,4         | 87,8           | 82,1           |
| Résidences secondaires et logements occasionnels (en %) | 5,5          | 4              | 9,7            |
| Logements vacants (en %)                                | 10,1         | 8,2            | 8,2            |

## Toponymie
Le nom de Belencunbre apparaît à la fin du XIe siècle, Ecc. de Bellencombria en 1179, Ecc. de Belencunbre au XIIe siècle, Ecc. de Belemcumbre après 1364, Bellencombre en 1666, Bellencombre en 1715 (Frémont).
Le nom viendrait du gaulois pour René Lepelley, qui ne précise cependant pas de quelles racines il s'agit, et signifierait l'« endroit couvert par les arbres ».
L'élément -encombre qui a servi à former Bellencombre, dériverait du vieux français combre « barrage » précédé du préfixe en- et de l'adjectif bel « beau ». Sa signification toponymique est obscure pour François de Beaurepaire.

Le mot « encombre » doit sans doute être ici considéré comme un synonyme de l'ancien français combre, barrage destiné notamment à arrêter et retenir le poisson.

Le mot combre est attesté au XVe siècle au sens de « barrage pratiqué dans le lit d'une rivière » et est mentionné en latin médiéval sous la forme combrus au VIIe siècle au sens d'« abattis d'arbres ». La racine en serait combr d'un gaulois *Kombero qui a un correspondant en celtique insulaire, le gallois kymmer, au sens différent de « rencontre de cours d'eau ». Même mot que le français encombre, encombrer.

## Histoire

### Antiquité
Une monnaie gauloise a été retrouvée en 1840 près du château de Bellencombre, et, vers 1836, des hachettes en silex et en bronze ainsi que des monnaies gauloises. Selon l'Abbé Cochet, « Les bois montrent une grande quantité de terrassements qui proviennent pour la plupart d'anciennes ferrières, forges ou mines de fer présentement abandonnées ; mais si les extractions de fer, communes dans ce canton, remontent jusqu'aux Gaulois et aux Romains, comme le démontrent les tuiles, les poteries et les médailles, elles descendent aussi jusqu'au Moyen Âge : on a des preuves de l'existence de forges et de mines de fer dans ce pays depuis le XIVe jusqu'au XVIIe siècle. »
Dans l'antiquité, le même secteur était occupé par des constructions romaines, dont on a retrouvé les vestiges d'une salle pavée en pierre de liais.

### Moyen Âge
Le lieu était également habité au haut Moyen Âge, puisqu'on signalait à la fin du XIXe siècle avoir trouvé deux cimetières francs situés sur une colline près de l'église, où se trouvaient des ossements, des vases et des armures.
Une importante motte castrale supportant les vestiges d'un château-fort édifié en silex aux alentours de 1030 ou 1040, qui dut porter primitivement le nom de Warinna, probablement emprunté à celui de la rivière La Varenne, et qui devient le siège de la famille des Warenne au Moyen Âge qui après la conquête de l'Angleterre en 1066, deviennent comtes de Surrey.
Le prieuré d'Augustins dit Prieuré de Toussaint, fondé en 1130 par le seigneur de la Grande Heuze. L'église initiale, dédicacée en 1135 est reconstruite dans la première moitié du XIIIe siècle. Le prieuré était une léproserie en 1264 et était desservie par des chanoines réguliers,.

### Époque contemporaine
L'église romane qui se trouvait dans l'enceinte du château a été détruite en 1863 et remplacée par l'édifice actuel.

Bellencombre au tout début du XXe siècle
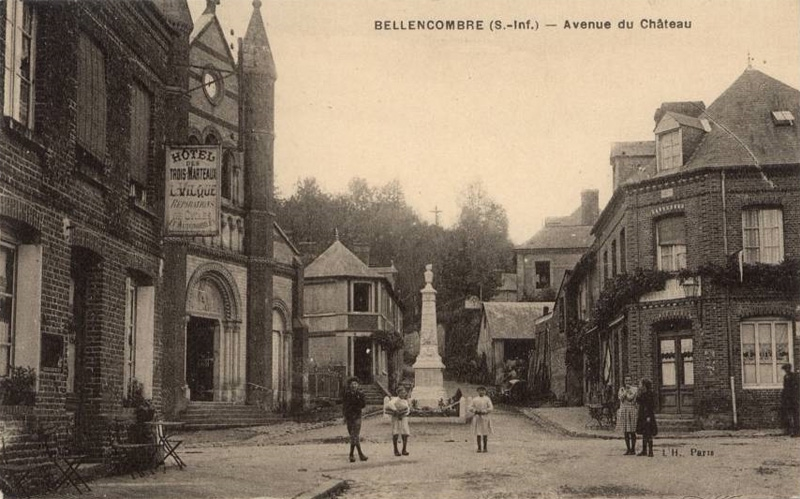
L'avenue du Château. Le monument aux morts est tout neuf...
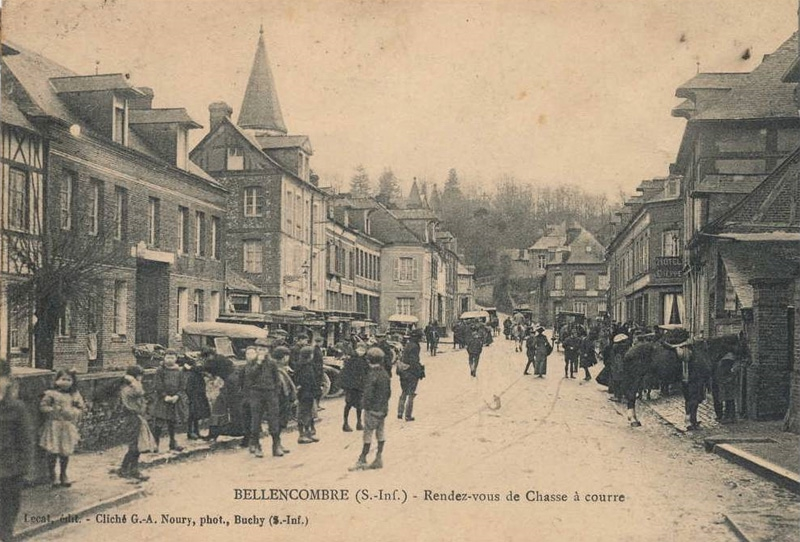
Rendez-vous de chasse à courre.
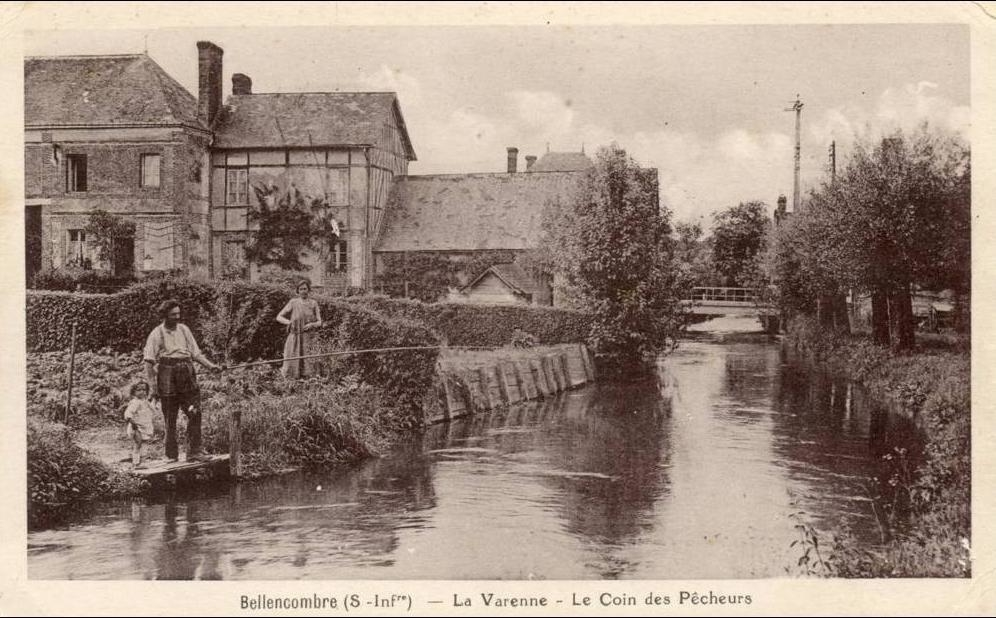
La Varenne : le coin des pêcheurs.
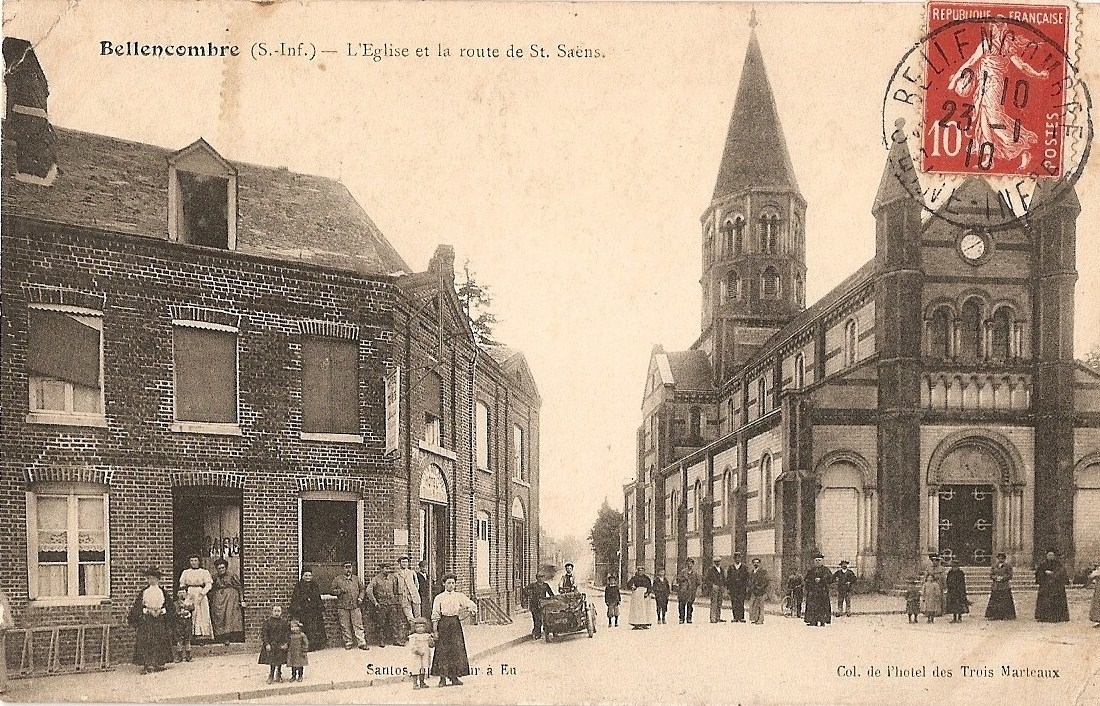
L'église et la route de Saint-Saëns.
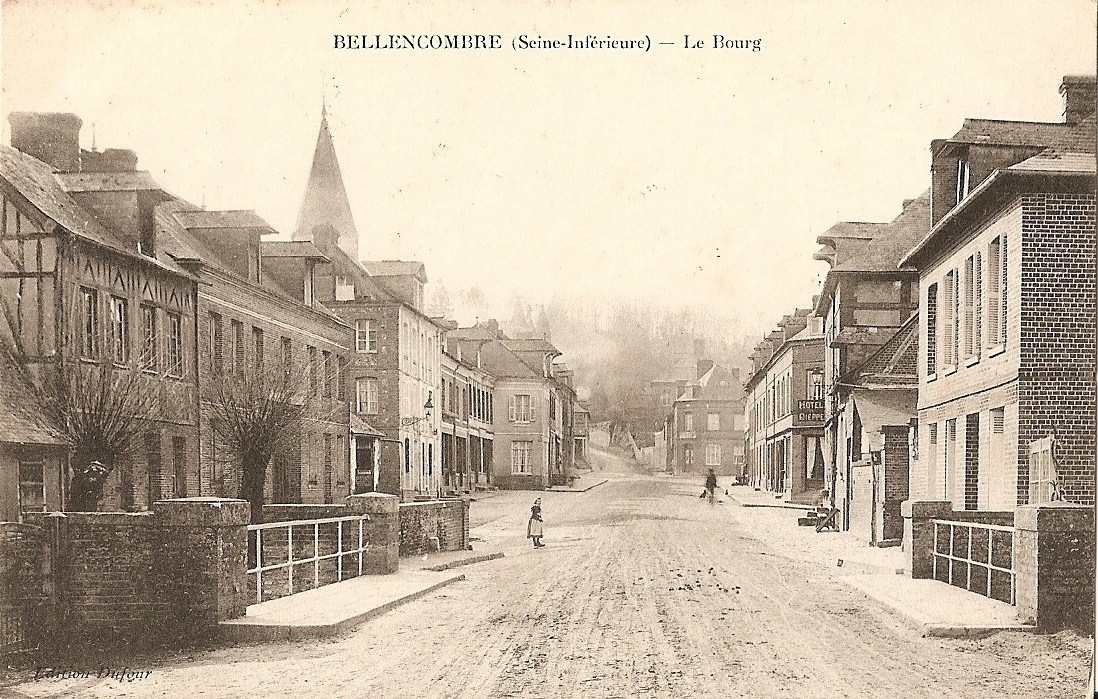
Le bourg La rue n'est pas encore pavée.
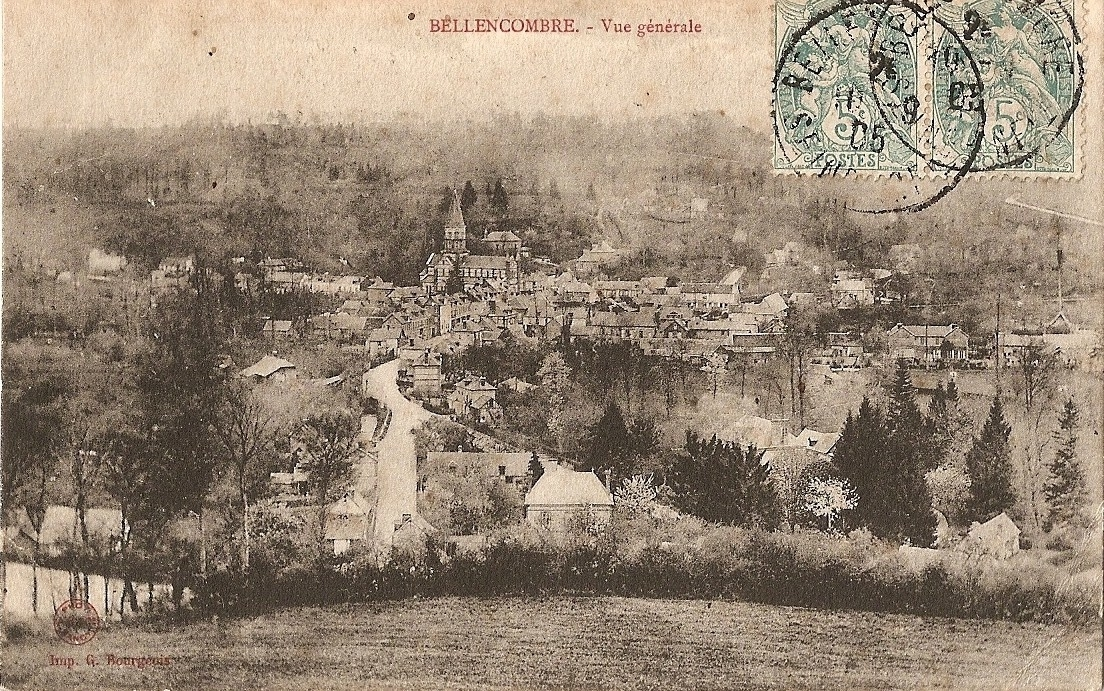
Vue générale.
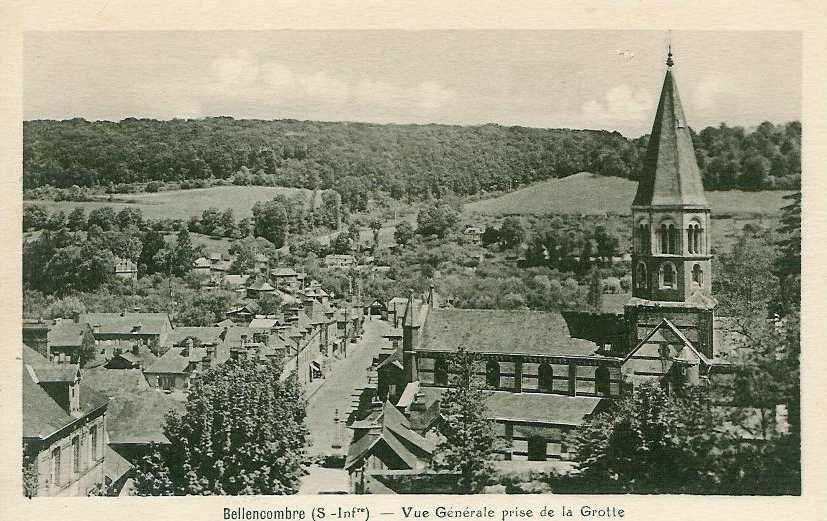
Vue générale prise de la Grotte.
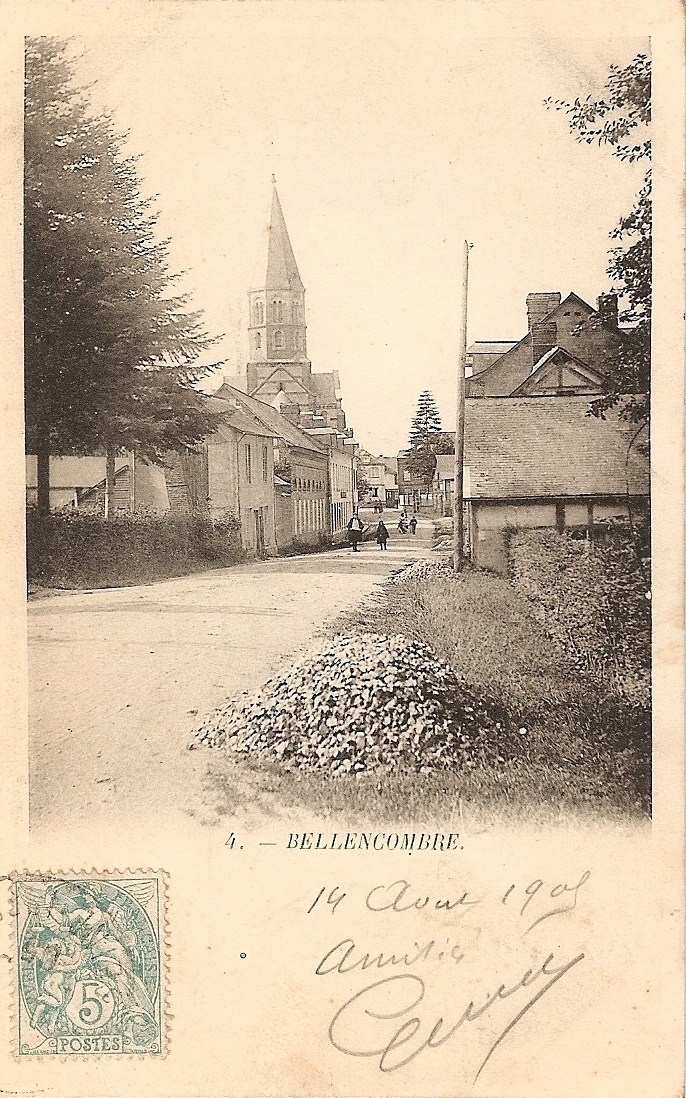
Vue générale et l'église.

## Politique et administration
La commune de Bellencombre, instituée par la Révolution française, a absorbé en 1813 celles de Les Authieux, La Grande-Heuze et de Saint-Martin-sous-Bellencombre.

### Rattachements administratifs et électoraux
La commune se trouve dans l'arrondissement de Dieppe du département de la Seine-Maritime. Pour l'élection des députés, elle fait partie depuis 2012 de la dixième circonscription de la Seine-Maritime.
Elle était depuis 1793 le chef-lieu du canton de Bellencombre. Dans le cadre du redécoupage cantonal de 2014 en France, Bellencombre est intégrée au canton de Neufchâtel-en-Bray.

### Intercommunalité
Bellencombre était le siège de la Communauté de communes du Bosc d'Eawy, créée en 2002.
Dans le cadre de l'approfondissement de la coopération intercommunale prévu par la Loi portant nouvelle organisation territoriale de la République (Loi NOTRe) du 7 août 2015, le projet de schéma départemental de coopération intercommunale présenté par le préfet de Seine-Maritime le 2 octobre 2015 prévoit l'éclatement du Bosc d'Eawy entre plusieurs structures résultant de la fusion d'intercommunalités préexistante, et Bellencombre est depuis le 1er janvier 2017, membre de la communauté de communes Communauté Bray-Eawy.

### Liste des maires
| Période                                  | Période                    | Identité             | Étiquette | Qualité |
| ---------------------------------------- | -------------------------- | -------------------- | --------- | --- |
| Les données manquantes sont à compléter. |                            |                      |           | |
| 1898                                     | 1907                       | Jules Auvray         |           | |
| 1907                                     | 1911                       | Alexandre Quenouille |           | |
| 1911                                     | 1918                       | Henri Papin          |           | |
| 1918                                     | 1925                       | Gaston Thirel        |           | |
| 1926                                     | 1935                       | Antoine Duvivier     |           | |
| 1935                                     | 1936                       | Pierre Leverdier     |           | |
| 1936                                     |                            | Gaston Buron         |           | |
| 1937                                     | 1940                       | André Pessy          |           | |
| 1940                                     | 1945                       | Gaston Buron         |           | |
| 1945                                     | 1953                       | Eugène Duvauchel     |           | |
| 1953                                     | 1959                       | Étienne Frechon      |           | |
| 1959                                     | 1965                       | Julien Boucher       |           | |
| 1965                                     | 1981                       | René Thionville      |           | |
| 1981                                     | 2001                       | Hubert Lefebvre      |           | |
| mars 2001                                | 2014                       | Bernard Caux         |           | Retraité de l’ONF |
| mars 2014                                | En cours (au 23 août 2022) | Thierry Prévost      |           | Électricien Vice-président de la CC du Bosc d'Eawy (2014 → 2016) Vice-président de la Communauté Bray-Eawy (2017 → ) Réélu pour le mnadt 2020-2026, |

## Équipements et services publics
La commune s'est dotée en 2022 d'une nouvelle mairie, installée dans les anciens locaux de la Gendarmerie nationale rachetés par la commune en 2016, après des travaux de réaménagement menées en 2021, aisément accessible sur la route entre Saint-Saëns et Bosc-le-Hard et disposant d'une agence postale communale.
Le Centre des impôts est menacé de fermeture en 2023, l'accueil du public pouvant désormais être assuré par la Maison France Services.
Un marché hebdomadaire a lieu le vendredi matin, sur le parking de la nouvelle mairie.

### Enseignement
La commune dispose du groupe scolaire David-Douillet, qui accueille à la rentrée 2020-2021 des enfants de La Crique à la suite de la dissolution du SIVOS qui scolarisait les enfants de  Beaumont-le-Hareng, La Crique, Val-de-Scie. L'école comptera alors 4 classes.

### Solidarité, petite enfance et action sociale
Le centre social Caravelles est l'une des 43 structures labellisés Maisons France Services de la Seine-Maritime le 1er janvier 2020.
Une maison d'assistantes maternelles, Les Ptits princes de la forêt, s'installe en 2021 dans des locaux loués par la commune.

## Population et société

### Démographie
L'évolution du nombre d'habitants est connue à travers les recensements de la population effectués dans la commune depuis 1793. Pour les communes de moins de 10 000 habitants, une enquête de recensement portant sur toute la population est réalisée tous les cinq ans, les populations de référence des années intermédiaires étant quant à elles estimées par interpolation ou extrapolation. Pour la commune, le premier recensement exhaustif entrant dans le cadre du nouveau dispositif a été réalisé en 2005.

En 2022, la commune comptait 577 habitants, en évolution de −14,9 % par rapport à 2016 (Seine-Maritime : +0,35 %, France hors Mayotte : +2,11 %).
| 1793 | 1800 | 1806 | 1821 | 1831 | 1836 | 1841 | 1846  | 1851 |
| ---- | ---- | ---- | ---- | ---- | ---- | ---- | ----- | ---- |
| 250  | 252  | 277  | 911  | 927  | 864  | 858  | 1 025 | 953  |

| 1856 | 1861 | 1866 | 1872 | 1876 | 1881 | 1886 | 1891 | 1896 |
| ---- | ---- | ---- | ---- | ---- | ---- | ---- | ---- | ---- |
| 944  | 939  | 938  | 858  | 831  | 791  | 731  | 720  | 732  |

| 1901 | 1906 | 1911 | 1921 | 1926 | 1931 | 1936 | 1946 | 1954 |
| ---- | ---- | ---- | ---- | ---- | ---- | ---- | ---- | ---- |
| 726  | 696  | 677  | 589  | 642  | 621  | 600  | 678  | 673  |

| 1962 | 1968 | 1975 | 1982 | 1990 | 1999 | 2005 | 2006 | 2010 |
| ---- | ---- | ---- | ---- | ---- | ---- | ---- | ---- | ---- |
| 652  | 654  | 648  | 640  | 638  | 662  | 641  | 637  | 687  |

| 2015 | 2020 | 2022 | - | - | - | - | - | - |
| ---- | ---- | ---- | - | - | - | - | - | - |
| 677  | 596  | 577  | - | - | - | - | - | - |

## Culture locale et patrimoine

### Lieux et monuments
- Église Saint-Pierre et Saint-Paul, construite sur les plans de l'architecte rouennais Georges Simon, de style néo-roman et achevée en 1867 en bichromie de pierres blanches et de briques rouges[45].
- Ancienne chapelle du prieuré de Tous-les-Saints (Saint-Martin-sous-Bellencombre).

Reconstruite au XIIIe siècle, sa nef est détruite pendant la Révolution française et son clocher vers 1810. Les contreforts du chœur sont repris en brique et un début de démolition intervient en 1967,,.
- Vestiges du château médiéval de Bellencombre[48] construit par Guillaume de Varenne aux alentours de 1030 ou 1040, dont la motte castrale est située en haut d'une petite côte près de l'église, et qui a été démembré à partir de 1833[24]. Le site a fait l'objet de fouilles archéologiques en 2020[49], après un débroussaillage du site par des caprins[50]. Le château remanié au XVIe siècle et restauré au XIXe siècle, a conservé de son origine médiévale un donjon carré sur motte, enfermé dans une grande enceinte flanquée de tours[51].

En 1309, Philippe le Bel donne à Robert de La Heuze « la maison et le château de Bellencombre ».
L'abbé Cochet en faisant la description suivante en 1871 « Cette forteresse, demeure des Warenne, conquérants de l'Angleterre, remonte au XIe siècle, avec des -retouches du XVIe siècle. Elle se compose encore d'une grande enceinte fossoyée, remparant d'énormes murs en tuf, en pierre et en grès. Plusieurs tours rondes flanquent les murs, que domine un donjon carré, assis sur un tertre élevé. Ce château était encore entier en 1833, avec son pont, sa herse, ses portes et ses fenêtres. Il a joué un rôle militaire à toutes les époques. Quoique en ruine depuis vingt-cinq ans il est encore des plus intéressants. Ses murs ont sept mètres d'épaisseur. »
- Château de la Grande Heuzé, qui aurait été fondé au Xe ou au XIe siècle. Le logis est du XIIIe ou du XIVe siècle et remanié à plusieurs époques.

### Personnalités liées à la commune
- Guillaume de Varenne, propriétaire au Moyen Âge du château de Bellencombre, fait construire en Angleterre un autre château près de Lewes[24].

### Héraldique
| Blason de Bellencombre | Blason  | Écartelé : au 1er d'azur à trois houseaux courts de sable*, au 2e de gueules fretté d'or, au 3e d'or à trois marteaux de gueules, au 4e d'azur au chevron d'argent accompagné, en chef, de deux molettes d'éperon d'or et, en pointe, d'une rose d'argent tigée et feuillée de sinople. |
| Blason de Bellencombre | Détails | * Il y a là non-respect de la règle de contrariété des couleurs : ces armes sont fautives (sable sur azur). Le blason écartèle les armes des familles de La Heuze, de Moÿ, de Martel et Godart de Belbeuf. Le statut officiel du blason reste à déterminer.                             |